# Ji, roi de Zhou
Sauf précision contraire, les dates de cet article sont sous-entendues « avant l'ère commune » (AEC), c'est-à-dire « avant Jésus-Christ ».
Jili est un des dirigeants des Zhou Prédynastiques, ou proto-Zhou, pendant la dynastie Shang, une dynastie pré-impériale de la Chine ancienne. il est le père de Ji Chang, qui renforcera la puissance des proto-Zhou en vue de renverser les Shang, et le grand-père de Ji Fa, qui réussira a mener a bien les plans de son père et établir une nouvelle dynastie, la dynastie Zhou.
Il reçoit à titre posthume le titre de roi et est souvent appelé Ji, roi de Zhou.

## Vie
Le nom ancestral de Jili est Ji et il est le plus jeune fils de Gugong Danfu (chinois : 古公亶父 ; pinyin : Gǔgōng Dǎnfù ; litt. « L'Ancien Duc Père Dan »). Dans son Shiji, l'historien Sima Qian note que Jili et son fils sont tous deux réputés pour leur sagesse et que c'est a cause de cette réputation que ses frères aînés Taibo et Zhongyong ont renoncé volontairement à leurs prétentions au trône et sont partir en exil fonder l'état de Wu.
Selon les documents historiques qui nous sont parvenus, il se rend a la capitale des Shang  en 1118 av. J.-C., pour faire sa soumission au roi Wu Yi, qui le récompense en lui donnant des terres, du jade et des chevaux. En 1117av. J.-C., il capture 20 «rois» des Guirong. Pendant le règne du roi Wen Ding, il est vaincu par les Yanjing Rong mais réussit à mater les Yuwu Rong (chinois : 余无), Hu Rong (chinois : 呼) et Xitu Rong (chinois : 翳徒).
Après la défaite des Xitu, Wen Ding devient nerveux et le trahit, en le récompensant richement avant de l'envoyer dans un endroit appelé Saiku (塞库), où il est tué par des soldats Shang.
À la suite de cette trahison, son fils Ji Chang décide de renverser les Shang pour venger son père. Mais comme les proto-Zhou sont encore faibles et doivent servir leur suzerain, Chang commence par renforcer la puissance économique et militaire de son Etat.

## Famille
L'épouse de Jili est Tai Ren (chinois : 太任). Tai Ren, ainsi que Jiang Yuan, la mère de Hou Ji, l'ancêtre paternel de Jili, sont citées par Sima Qian comme étant deux femmes responsables du succès des Zhou,. Elle vient d'un endroit appelé Zhi (chinois : 摯) et a des liens avec la royauté Shang.
Jili a au moins trois fils. Son fils aîné est Ji Chang, dont le fils, Ji Fa, fonde la dynastie Zhou après avoir vaincu les Shang à la bataille de Muye. Il devient alors le roi Wu de Zhou. Son deuxième fils est anobli par le roi Wu et il reçoit le Guo Oriental comme fief. Il est également connu sous le nom de Guo Zhong, c'est-à-dire le «deuxième fils de Guo». Enfin, le troisième et dernier fils est également anobli par le roi Wu et il reçois le Guo Occidental comme fief. Il est également connu sous le nom de Guo Shu, c'est-à-dire le "Troisième Fils de Guo".